# Nathalie van Gent
Nathalie van Gent (Veghel, 9 februari 1986) is een Nederland (musical)actrice en zangeres.

## Levensloop
Voordat Nathalie van Gent haar Bachelors-diploma in de Kunst- en Cultuurwetenschappen aan de Erasmus Universiteit had behaald, heeft ze eerst nog haar zes jaar VWO op het gymnasium Bernrode in Heeswijk-Dinther afgemaakt. Opvallend is dat van een (voor)opleiding in de richting muziektheater of dans geen sprake is. Daarnaast heeft zij enkele jaren hockey gespeeld in de hoofdklasse en het Nederlands jeugdhockeyteam.
Op jonge leeftijd speelde Nathalie de hoofdrol als het roodharige meisje Annie in de Annie (musical). Bij deze musical mocht zij de premierie voorstelling spelen in het Oude Luxor Theater in Rotterdam. Het theaterseizoen daarna speelde ze de rol van Bet in Oliver! de musical. Na haar schoolopleiding ging ze verder met het spelen van musicals.
Van november 2007 tot november 2008 is Nathalie understudy geweest voor de rol van Jane Porter in de musical Tarzan. Ze nam de rol over wanneer Chantal Janzen niet aanwezig was. In totaal heeft Nathalie de rol van Jane Porter 60 keer mogen spelen. Ze speelde voor het laatst op 16 november 2008.
Van Gent speelde in 2009 de rol van Gabriella Montez in High School Musical, een productie van Stage Entertainment in samenwerking met Walt Disney Theatrical Productions. Tijdens het Musical Award Gala op 2 juni 2008 zong ze samen met haar mannelijke tegenspeler Tommie Christiaan, die de rol van Troy Bolton vertolkt, en de rest van de cast als voorproefje een medley uit deze musical.
Vanaf 2010 was zij twee seizoenen te zien als soliste in de CliniClowns Theatertour. In het seizoen 2011/2012 sloot ze zich aan bij de theatergroep M-Labs en speelde ze Rosa in de musical De Boot en het Meisje.
In de periode 2015-2018 presenteerde Nathalie wekelijks de Lotto uitslagen op zaterdagavond na Hart van Nederland.
Momenteel werkt Van Gent als zangeres, stemactrice en videomaker.
Onder andere heeft ze de video gepresenteerd voor Toyota van de Yaris Cross en Aygo X.

## Theater
- 2012: De boot en het meisje als Rosa[1]
- 2010-2012 CliniClowns Theatertour als soliste
- 2009: High School Musical als Gabriella Montez
- 2007/2008: Tarzan als ensemble en understudy Jane
- 1999/2000: Oliver! de musical als Bet
- 1997/1999: Annie als Annie

## Televisie en andere media
- In 1995 nam Nathalie van Gent voor de provincie Noord-Brabant deel aan het Kindersongfestival, uitgezonden door de VARA in november 1995. Ze bereikte hierbij de derde plaats.
- In 2005 speelde Van Gent de rol van Kim in de 'internet highschoolsoap' Perfect Days.